# Nissan Rasheen
Der Nissan Rasheen ist ein PKW-Modell des japanischen Automobilhersteller Nissan.

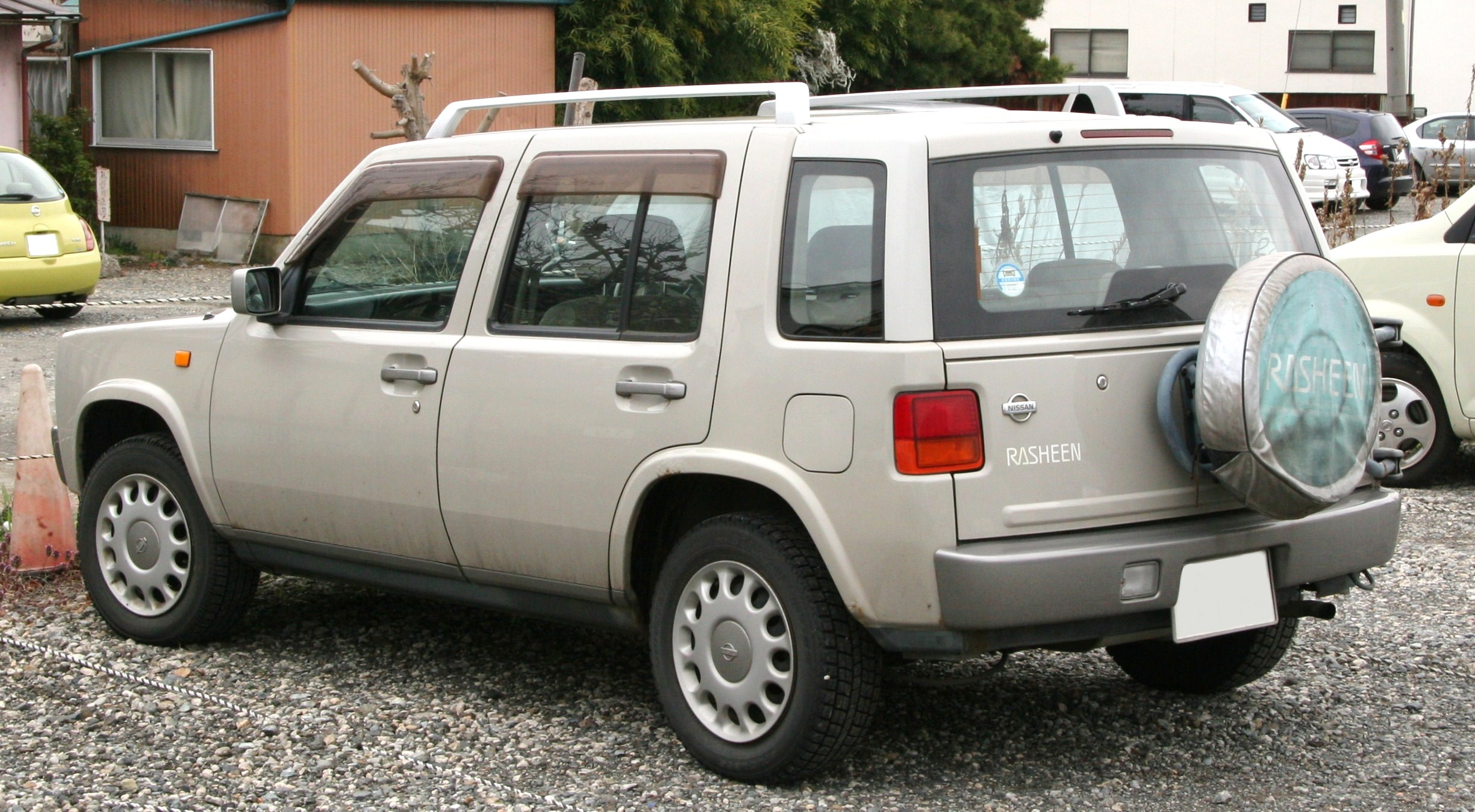
Rasheen G2

Aufgelegt im Februar 1994 in der Form eines kleinen Fahrzeuges aus der Sub-Compact-Baureihe, präsentierte sich der Nissan Rasheen vom Design her ähnlich der deutschen Wartburg-Modellen.
Plattformen:
- 1994–1998 = FNB14
- 1998–2000 = KNB14